# Alexander Hessler

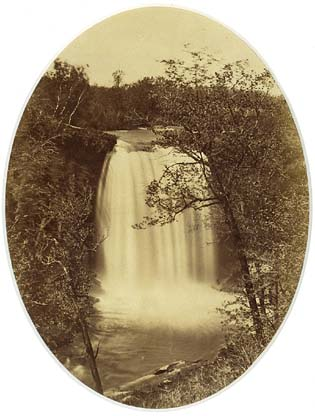
Alexander Hessler: Snímek vodopádů Minehaha v Minnesotě, který údajně inspiroval básníka Henryho Wadswortha Longfellowa k jeho známé Písni o Hiawathovi

Alexander Hessler (někdy se uvádí Hesler) (12. července 1823 – 5. července 1895) byl americký portrétní a krajinářský fotograf. Používal převážně daguerrotypie, později ambrotypie a kolodiový proces.

## Život a dílo
Svůj ateliér měl v Chicagu od padesátých let 19. století. Později působil ve Springfieldu ve státu Illinois. Pořídil portrétní fotografie významných osobností své doby, mimo jiné také prezidenta Abrahama Lincolna nebo politika Stephena Arnolda Douglase. Spolupracoval mimo jiné také s portrétním fotografem Mathew Bradem.
V roce 1858 zhotovil portrét Abrahama Lincolna (3 cm vysoký) a připevnil jej k hedvábné stuze. Byla to jedna z prvních politických pásek vytvořených během Lincolnova předvolebního boje se senátorem Stephenem Douglasem téhož roku, avšak tento souboj Lincoln prohrál. O dva roky později vznikly oválné portrétní fotografie (2,5 cm vysoké) na slaném papíře, které byly pravděpodobně určeny pro připevnění na politickou stužku. Pod každou fotografii nechal Hessler natisknout nápis Photo by Hessler Lake St. Chicago.

## Vodopády Minehaha
Za zmínku stojí jeho snímek vodopádů Minehaha (Minnehaha Falls), který údajně inspiroval básníka Henryho Wadswortha Longfellowa k napsání jeho známé Písně o Hiawathovi.
Snímek vznikl během zakázky pro Harper’s Traveler’s Guide v padesátých letech 19. století, když pořizoval krajinářské daguerrotypické snímky řeky Mississippi od města St. Paul až po Galenu v Illinois. Za jediný den v srpnu 1851, Hessler a jeho asistent Joel E. Whitney, pořídili 85 pohledů z Minnesoty, včetně vodopádu Minnehaha. Snímek se dostal do Hesslerovy galerie v Chicagu, kde jej zakoupil George Sumner jako dárek pro svého bratra a senátora Charlese Sumnera z Massachusetts, ten jej ukázal svému příteli básníkovi Henrymu Wadsworthovi Longfellowi, který se tímto obrázkem inspiroval ke známé písni „The Song of Hiawatha“. Oba dva – básník i fotografie – se stali velmi populární, další fotografové cestovali k těmto vodopádům a Hessler kopíroval původní daguerrotypii a prodával ji jako papírové výtisky.
Do fotografického důchodu odešel v roce 1865.